# Rudolf Schmid
Rudolf Schmid (ur. 21 marca 1951 w Liezen, zm. 21 października 2014 w Oberwart) – austriacki saneczkarz, medalista igrzysk olimpijskich, mistrzostw świata i Europy.

## Kariera
Pierwszy sukces w karierze osiągnął w styczniu 1970 roku, kiedy w parze z Franzem Schachnerem zdobył srebrny medal w dwójkach podczas mistrzostw Europy w Hammarstrand. Na rozgrywanych cztery lata później mistrzostwach Europy w Imst zajęli trzecie miejsce, podobnie jak na mistrzostwach świata w Königssee w tym samym roku. Brązowe medale zdobywali również podczas mistrzostw świata w Hammarstrand w 1975 roku i igrzysk olimpijskich w Innsbrucku w 1976 roku. Brał też udział w igrzyskach w Sapporo cztery lata wcześniej, zajmując dziewiąte miejsce w dwójkach i szesnaste w jedynkach.
W 1996 roku otrzymał Odznakę Honorową za Zasługi dla Republiki Austrii.
Zginął 21 października 2014 roku w wypadku drogowym. Pochowany został 4 listopada w Liezen. Jego starszy brat - Manfred również był saneczkarzem.

## Osiągnięcia

### Igrzyska olimpijskie
| Rok  | Miejsce   | Jedynki | Dwójki |
| ---- | --------- | ------- | ------ |
| 1972 | Sapporo   | 16.     | =9.    |
| 1976 | Innsbruck | 9.      | 3.     |